# Wimbledon (London)
Wimbledon városrész London délnyugati részén Merton kerületben fekszik, több mint 57 ezer lakossal.
Itt vannak az All England Lawn Tennis and Croquet Club teniszpályái, ahol a világhíres wimbledoni teniszbajnokságot játsszák.

## Híres emberek
- 1938-ban itt született Oliver Reed brit színész, akit a Gladiátor című filmben nyújtott alakításáért  BAFTA díjra jelöltek a legjobb férfi mellékszereplő kategóriában.
- 1993-ban itt hunyt el James Hunt Formula–1-es világbajnok.